# Fenghao
Fenghao (chinois simplifié : 沣 镐; chinois traditionnel : 灃 鎬; pinyin : Fēnghào) est le nom moderne de la ville jumelée formée par les capitales des Zhou occidentaux, Feng et Hao, sur les rives opposées de la rivière Feng près de sa confluence avec la rivière Wei dans le Shaanxi, en Chine.

## Histoire
Alors que Wen Wang (règne vers 1099-1050 avant notre ère) étendait le territoire des Zhou à l'est, dans le Shanxi, en préparation d'un assaut contre ses suzerains nominaux Shang, il construit une nouvelle capitale sur la rive ouest du Feng à environ cent kilomètres en aval de la capitale d'origine des Zhou sur la rivière Wei aux pieds du mont Qi. Cette ville s'appelait Feng, Fengxi ou Fengjing (灃 京, Fēngjīng).
Après la victoire à Muye de son fils Fa sur les Shang et qu'il soit monté sur le trône en tant que roi Wu (règne vers 1046-1043 avant notre ère), la capitale est déplacée dans un nouvel emplacement sur la rive est, Hao ou Haojing. Les deux cités forment une capitale jumelle, Feng continuant à servir le sanctuaire ancestral des Zhou et Hao abritant le palais royal et l'administration gouvernementale.
Les deux cités sont abandonnés en 771 avant J.C. lors de l'invasion des Quanrong qui chassent les Zhou de la vallée de la rivière Wei et mettent fin à sa dynastie occidentale. 
La capitale du Zhou oriental était située à Chengzhou.

## Ruines
Les ruines de Fenghao se trouvent au sud-ouest de l'actuelle Xi'an, dans la province du Shaanxi. Le site est déclaré site du patrimoine culturel national important par le Conseil d'État de la république populaire de Chine en 1961.

## Voir également
- Capitales historiques de la Chine